# Esterra
Esterra est une entreprise privée exerçant dans la collecte et le traitement des déchets. Son siège social se situe à Lezennes.
La société privée a un capital de huit millions d’euros, son capital est détenu par Veolia Environnement.

## Histoire
La société est issue de la société familiale TRU créée en 1904 à qui la ville de Lille concède la collecte des ordures ménagères.
En 1940, la société devient la SARL Traitement des résidus urbains. En 1967, alors que se crée la Communauté urbaine de Lille (CUDL), la Compagnie Générale des Eaux (Veolia Environnement aujourd'hui) et la Lyonnaise des Eaux (Suez aujourd'hui) entrent à parts égales dans le capital de la société. En 2001, la TRU devient Esterra.
Le 1er janvier 2000, la société remporte l'appel d'offres pour la collecte de toute la Communauté urbaine de Lille.

## Affaire de mai-juin 2006
Deux salariés d'Esterra qui considèrent avoir été licenciés abusivement (l'un pour la perte d'une clé d'un véhicule qu'il a retrouvé quelques jours après et l'autre pour une altercation avec son supérieur hiérarchique) décident le 2 mai 2006 d'entamer une grève de la faim (accompagnés par un troisième salarié en solidarité, qui sur leur demande suspend sa grève de la faim quelque temps après).
Ces deux salariés, comme celui qui les a accompagné dans leur grève au début, étaient membres du syndicat SGAD.
Selon les salariés licenciés, ces motifs de licenciements n'étaient que des prétextes pour diminuer la masse salariale, de plus ils estimaient que cela s'inscrivait dans une démarche de répression antisyndicale contre le SGAD.
Un comité de soutien se mit très vite en place pour les aider dans leur lutte.
Ils reçurent notamment le soutien des étudiants de la métropole, l'Union syndicale Solidaires, du Comité des sans-papiers (CSP 59) et de la ligue des droits de l'homme. Ils reçurent aussi le soutien du PCF, des Verts et de la LCR.